# (2738) Viracocha
(2738) Viracocha est un astéroïde de la ceinture principale.

## Description
(2738) Viracocha est un astéroïde de la ceinture principale. Il fut découvert le 12 mars 1940 à l'observatoire Konkoly par György Kulin. Il présente une orbite caractérisée par un demi-grand axe de 2,72 UA, une excentricité de 0,12 et une inclinaison de 1,1° par rapport à l'écliptique.
Il est nommé d'après Viracocha le principal dieu des Incas, dieu créateur, roi de la foudre et des tempêtes.

## Compléments